# Nagari Koto Sani
Nagari Koto Sani is een bestuurslaag in het regentschap Solok van de provincie West-Sumatra, Indonesië. Nagari Koto Sani telt 6855 inwoners (volkstelling 2010).